# Матушиньский, Влодзимеж
Влодзимеж Матушиньский (пол. Włodzimierz Matuszyński, 8 августа 1948, Познань, Польша) — польский хоккеист (хоккей на траве), полузащитник, тренер, чемпион Польши.

## Биография
Влодзимеж Матушиньский родился 8 августа 1948 года в польском городе Познань.
В 1968 году окончил техническое училище в Познани по специальности геодезиста.
Играл в хоккей на траве за познанские «Грюнвальд» и «Почтовец». Пять раз был чемпионом Польши: в 1966 году с «Грюнвальдом», в 1979 и 1981—1983 годах с «Почтовцем».
В 1972 году вошёл в состав сборной Польши по хоккею на траве на Олимпийских играх в Мюнхене, занявшей 11-е место. Играл на позиции полузащитника, провёл 8 матчей, забил 2 мяча (по одному в ворота сборных Кении и Новой Зеландии).
Участвовал в составе сборной Польши в чемпионате Европы 1974 года и чемпионате мира 1975 года.
В 1971—1980 годах провёл за сборную Польши 67 матчей, забил 4 мяча.
Заслуженный мастер спорта Польши.
После окончания игровой карьеры работал тренером. В 1984—1987 годах тренировал «Почтовец».
С 1992 года был членом правления Польского союза хоккея на траве, был его казначеем. В 1994—1999 годах занимал пост менеджера сборной Польши.

## Семья
Отец — Мечислав Матушиньский, мать — Леокадия Пётровская.
Женат на Барбаре Малыхе. Сын Мацей Матушиньский выступал за сборную Польши по хоккею на траве, провёл 148 матчей, забил 10 мячей. Другой сын Якуб занимался баскетболом.